# محمد عبد السلام سيناصر
محمد عبد السلام سيناصر (وُلد في 13 يوليو 1935 في وجدة – تُوفي في 4 ديسمبر 2014 في الرباط) عسكري ودبلوماسي مغربي، كان قائدًا للقوات المسلحة الملكية المغربية، ورئيسًا لمكتب اتصال المغرب لدى السلطة الوطنية الفلسطينية (لاحقًا ممثلية) بمرتبة سفير بين عامي 1994 و2007، صار خلالها عميدًا للسلك الدبلوماسي العربي والأجنبي في فلسطين.
درس العسكرية في الأكاديمية الملكية العسكرية في مكناس.

## أوسمة
- في 13 مايو 2010، قام الرئيس الفلسطيني محمود عباس خلال زيارته الرباط بمنحه وسام نجمة القدس تقديرًا لدوره المتميز في تعزيز العلاقات الفلسطينية المغربية.[1]

## وفاته
تُوفي في 4 ديسمبر 2014 في العاصمة المغربية الرباط، وُدفن فيها بمقبرة الشهداء.